# 薯童説話
薯童説話（しょどうせつわ、ソドンせつわ）は、『三国遺事』巻二・紀異・武王条に記された、百済の第30代王武王についての逸話。『三国史記』百済本紀に記された武王の記述とは異なっており、武王についての歴史的事実というよりは多くの時代の言い伝えが複合形成されたものである可能性が強い。武王条の分注においても、「古本に武康と記すものがあるが、百済には武康はいない」としており、金官伽耶の武康王との混同があることも指摘されている。

## 説話の大意

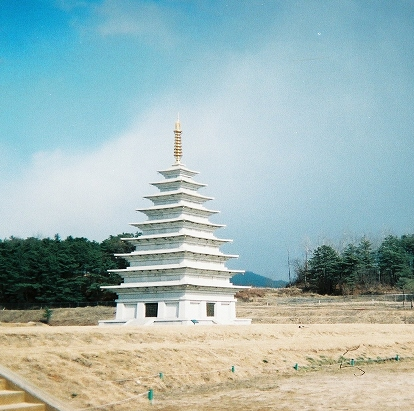
弥勒寺址（全羅北道益山市）

以下は『三国遺事』紀異・武王条の要約。
武王の母は都の南の池のほとりで寡婦暮らしをしていたが、その池にすむ龍と情を通じ、武王が生まれた。武王はその名を璋といい、子供の頃は薯童（ソドン、芋を売る子供という意味）と呼ばれていた。彼は新羅の真平王の3番目の娘の善花（ソンファ、善化ともいい、同音）姫が比類のない美人である事を知り、出家して上京し、子供達に芋を与え、自作の歌である薯童謡を歌わせた。この薯童謡がたちまち都で流行し、新羅の宮中にまで知られるほどになってしまい、怒った真平王は善花姫を遠方へ追放した。薯童は善花姫を連れて百済に住み、そこで黄金を沢山掘り出した。それを法師が神通力で新羅の都の宮中に運び込み、真平王は感心した。こうして人心を掴んだ薯童は王になり、善花姫は王妃となった。
王となってある日、師子寺に行こうとして龍華山のふもとの大池まで来たところ、弥勒三尊が池の中から現れた。王妃がここに大きな伽藍を建てたいと願い出て、王はこれを許した。池を埋め立てるために再び法師に頼ったところ、法師の神通力で山を削って池を埋め立てて、一晩のうちに平らにしてしまった。そして弥勒三尊の像を会殿・仏塔・回廊の三箇所に安置し、扁額には弥勒寺と記した。新羅の真平王も工人を送って寺の建立を援助し、今なおその寺は存在している。

## 評価
李丙燾はこの説話に対して、武王の時代には百済と新羅とは対立関係にあったこと、通婚の事例がないことから、武王についての歴史的事実ではないとして強く否定し、新羅と百済との通婚のあった東城王の諱の牟大（ムデ）が、薯童（マドン）と類音である、と解釈した。これに対して金思燁は、史実にこだわる必要はなく寺院縁起の地名説話と解釈した。武王の出生について、竜は王を意味するので武王が王の私生児だと解釈する学説もある。

## 薯童説話を題材にした作品
- 『薯童謠』 - 2005年-2006年、SBS。璋/薯童役：チョ・ヒョンジェ（趙現宰）、善花役：イ・ボヨン（李寳英）、他